# Хомут (упряж)

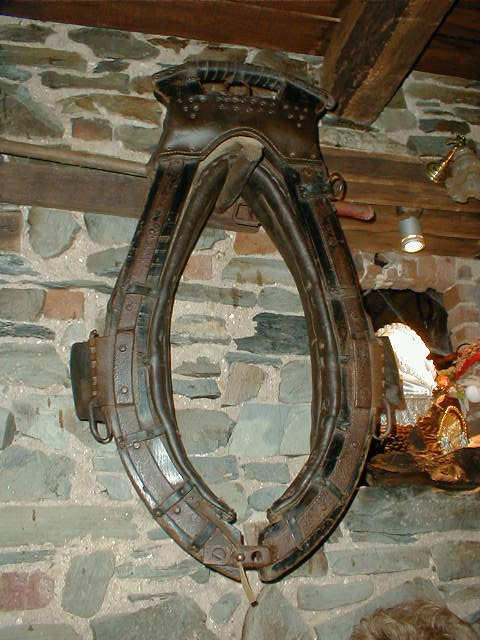
Хомут

Хому́т (прасл. *xomǫtъ, не зовсім ясного походження) — шийна частина кінської упряжі, через яку вага перевезенного вантажу передається на шию коня. У воловому запрягу замість хомута використовують ярмо.

## Історія

### Попередники хомута
Задовго до появи справжнього хомута застосовувалися менш ефективні шийні елементи упряжі. Французький дослідник Рішар Лефевр де Ноетт припускав, що такі пристрої існували в багатьох цивілізаціях, включаючи стародавню Халдею (ІІІ тисячоліття до н. е.), Шумер й Ассирію (1400—800 до н. е.), Стародавній Єгипет часів Нового царства (1570—1070 до н. е.), Китай часів династії Шан (1600—1050 до н. е.), мінойський Крит (2700—1450 до н. е.), Грецію класичної доби (550—323 до н. е.) і Стародавній Рим (510 до н. е. — 476 н. е.). Для запрягання тварин у плуги й повозки використовувалася обв'язка з плоских ременів впоперек шиї і грудей тварини, посторонки кріпилися зверху, подібно тому, як кріпиться війя до ярма. Ремені тиснули на грудниноголовний м'яз і трахею, утрудняючи дихання і зменшуючи тягове зусилля коня. Таким чином, чим сильніше тягнув кінь, тим трудніше йому було дихати. Внаслідок цих здогадних фізичних обмежень, для важких робіт воли використовувалися ширше порівняно з конями, оскільки їхня тілобудова уможливлювала застосування дерев'яного ярма, позбавленого цих недоліків.
Дослідник Дж. Спруйт у своїй праці Ancient Harness Systems, опублікованій у 1972 році, доводив, що існували принаймні три типи стародавніх упряжних систем, жоден з яких не обмежував дихання коней.

### Поява шорки
Конструкція упряжної обв'язки залишалася без істотних змін, аж доти, як у Китаї періоду Чжаньґо (481—221 до н. е.) з неї розвинулася шорка. До VII століття н. е. китайський винахід поширився по Центральній Азії, а до VIII ст. проник й у Європу.
Перше зображення шорки знайдене на лаковій шкатулці з держави Чу. Тиск у цій системі упряжі припадав на груднину, де лінія тяги утворювала механічно одне ціле зі скелетом коня, уможливлюючи докладання ним майже повного зусилля. На період династії Хань (202 до н. е. — 220 н. е.) шорка вже використовувалася повсюдно, її зображення трапляються на різьбленні, кам'яних рельєфах і клеймах цегли. Протягом VII—X століть вона проникла в Центральну Азію, а потім і до аварів, мадьярів, богемців, поляків і русів. У Європі шорка узвичаїлася в IX столітті, доказом тому є зображення на драпуванні з озеберзького корабля.
Істотним недоліком тодішньої конструкції шорки було те, що голоблі чи посторонки кріпилися до попруги, а нагрудний ремінь слугував лише для того, що запобігав сповзанню попруги назад. До нього майже не докладалося тягове зусилля, тому кінь не штовхав, а тягнув повіз. Сучасні шорки працюють на штовхання.

### Поява хомута сучасного типу
Наступним етапом вдосконалення упряжі стала поява жорсткого хомута. Він з'явився у Китаї часів Південних і Північних династій (V ст.). Перше (визнається не всіма дослідниками) його художнє зображення зустрічається на фасонній цеглі в похованні Бао Саньяна в Чжуохуа, провінція Сичуань, яке датується добою Трьох царств (220—265 рр.). На цих зображеннях убачають рясно набитий м'яким хомут, явно несхожий на ярмо. Проте, першим безсумнівним зображенням хомута вважається стінопис з печер Моґао в Дуньхуані (печера № 257), часів династії Північна Вей, датований 477—499 рр.. На ньому чітко видно дугоподібну раму з поперечиною, хоча й художнику не вдалося ясно зобразити хомутну підкладку, без якої характерна форма хомута втрачала б всякий сенс.
Та ж конструкція зустрічається і на інших китайських фресках: одна датується 520—524 рр. (з кінцами голобель, що виступають допереду для грудниної тяги), друга — бл. 600 р. (династія Суй). Остання (у печері № 302) становить особливий інтерес, оскільки містить не тільки точніше зображення хомута, але й показує використання його не з конем, а з верблюдом. Китайці часто використовували верблюдів з II ст. до н. е. і далі протягом династії Хань, існували навіть верблюжі загони на кордоні Таримського басейну. Проте, адаптований для верблюдів кінський хомут не був звичайним до VI століття. У печері № 156 є панорамічне зображення воєначальника епохи династії Тан і намісника провінції Чжана Їчао під час його тріумфу з нагоди відвоювання Дуньхуану від Тибетської імперії в 834 році. На думку доктора Чана Шухуна, зображення можна точно датувати 851 роком, хоча Дж. Нідгем вказує на те, що міжнародний консенсус істориків сходиться на грубому датуванні між 840 і 860 роками. На ньому точно зображений хомут з розвинутою підкладкою на грудях.
Нарешті близько 920 р. хомут проник до Європи, поширившись у ній ближче до XII століття. Завдяки новій упряжі кінні запряжки стали витісняти волячі. Для ефективного застосування важкого плуга було іноді потрібно до 8 пар волів, що робило такі плуги доступними лише достатньо заможним селянам. Використання ж хомута уможливлювало обійтися меншою кількістю коней.
Запряжений за допомогою хомута кінь може докласти на 50 % більше сили до вантажу, ніж віл — завдяки більшій швидкості. Коні також як правило, відрізняються більшою витривалістю і можуть працювати більше годин у день. Поширення коней у Європі полегшило процес переходу від волячих упряжок до кінських.

### Вплив
Винайдення хомута усунуло колишні фізичні обмеження старих способів упряжі, і уможливило коням використовувати своє зусилля в повній мірі. Якщо раніші типи вимушували коня в буквальному сенсі тягнути вантаж, тепер хомут дозволяв його штовхати, підвищуючи продуктивність праці.
Услід за впровадженням хомута в Європі і його узвичаєнням ближче до 1000 р. н. е., використання коней для оранки поширилося. Коні працюють майже на 50 % швидше, ніж воли. Хомут, у сполученні з підковами, важким плугом та іншими вдосконаленнями в рільничому господарстві підвищив продуктивність європейського селянина у виробництві продуктів харчування, сприяючи соціальному розвиткові в Європі. Надлишок харчових продуктів сприяв і розділенню праці: частина селян могла залишити рільництво і перейти до занять ремеслами, торгівлею, що привело до виникнення класу купецтва в європейському суспільстві. Хомут став одним з чинників, що привели до занепаду феодальної системи й закінчення доби Середньовіччя.

## Будова

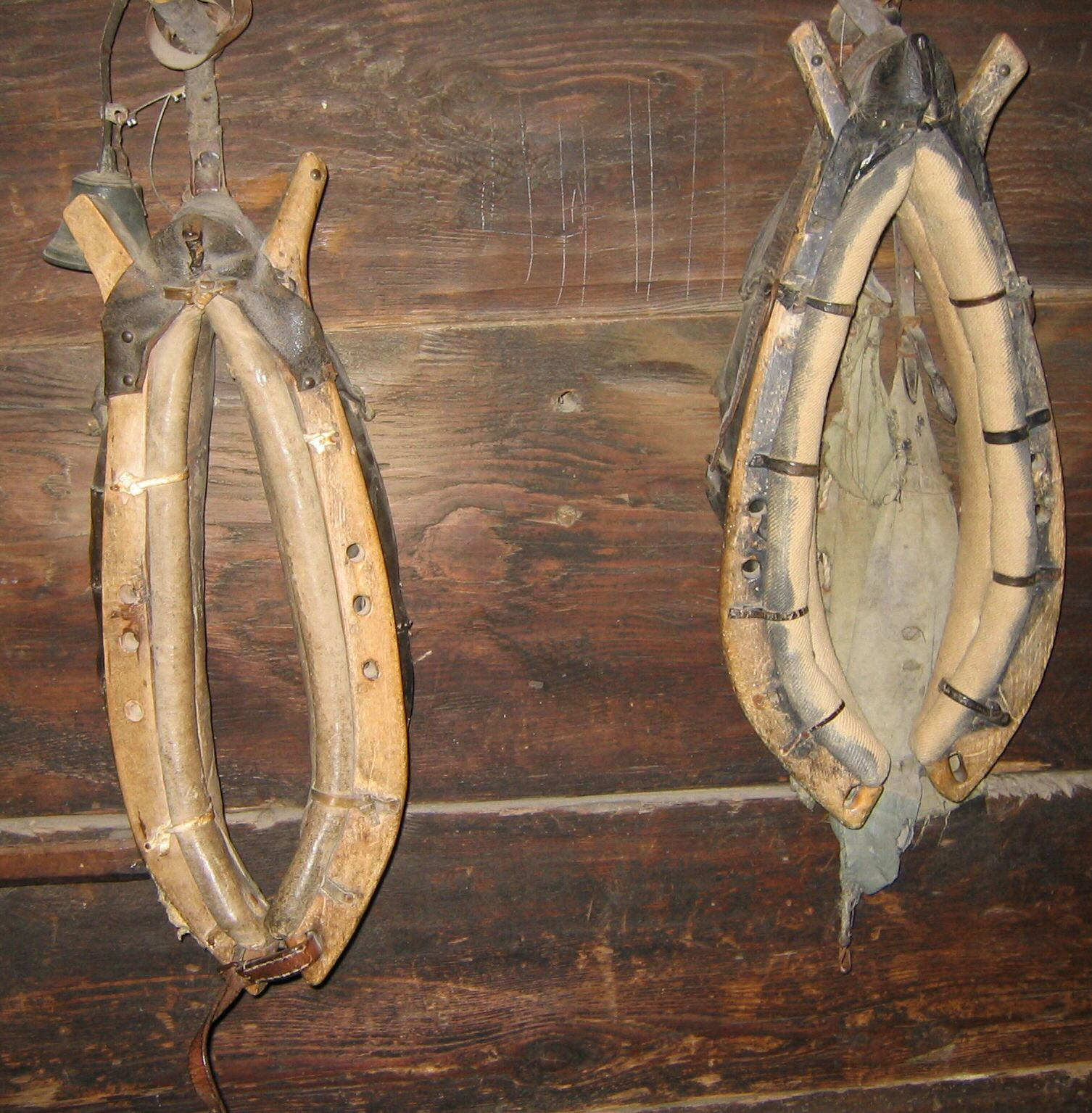
Хомути в музею. Видно дерев'яні кліщі, складені з двох половинок, отвори в пучку кліщів для кріплення гужів (гужових мочок), ремінці, що кріплять хомутну підкладку до кліщів. Знизу лівого хомута видна супоня.

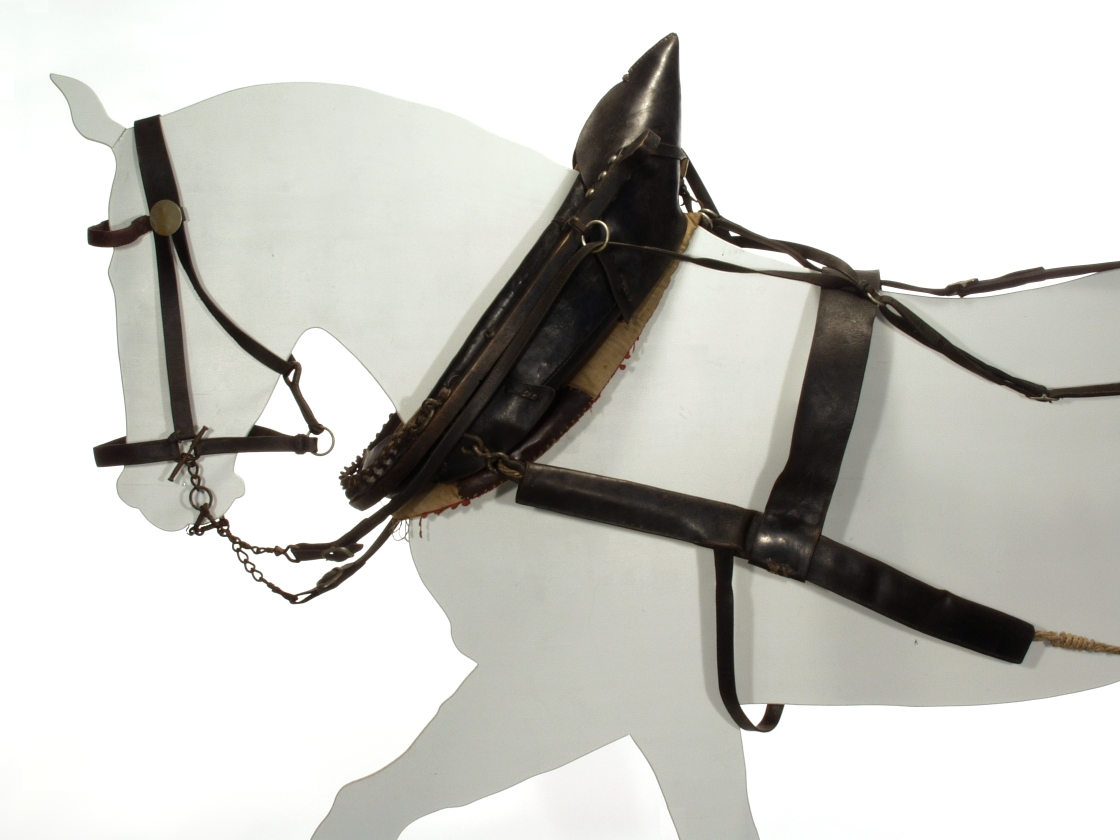
Хомутний запряг. Видно ободовий і спинний ремені шлейки (наритників), прикріплені до хомута, а також поперечний, що з'єднує їх

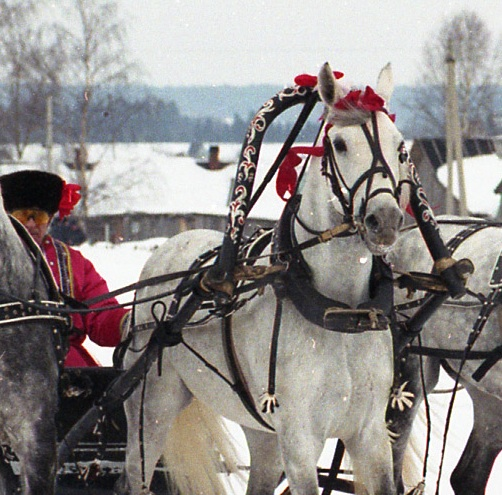
Гужі, що з'єднують хомут з дугою й голоблями в корінника на тройці

Хомут складається з таких деталей: кліщів — дерев'яної основи, хомутини — м'якої прокладки між кліщами і грудьми коня, хомутної підкладки — покриття внутрішнього боку верхньої частини хомута, покришки — оболонки кліщів, спайного ременя — верхньої ремінної зав'язки, супоні — нижньої ремінної зав'язки, горти — ременя, що з'єднує хомут зі шлеєю, гужів — ременів, що з'єднують хомут з дугою і голоблями.
- Кліщі — конструктивна основа хомута, дві вигнуті симетричні колодки. Їх виготовляють з прикореневої частини стовбура дерев твердих порід (берези, клена, в'яза та ін.). Між нижньою і середньою третинами кліщів знаходиться потовщення (пучок), де роблять отвори для кріплення гужів чи гужових мочок.
- Хомутина — тугий джгут з житньої соломи, покритий повстю та шкірою. Захищає від пошкодження нижню частину шиї коня.
- Хомутна підкладка або підхомутник — підкладка з внутрішнього боку верхньої та середньої третини кліщів. Пришита до хомутини і прикріплена ремінцями до кліщів. Виготовляється з 2-3 шарів хомутної повсті, обшитих шкірою.
- Покришка — зовнішнє покриття хомута з шкіри або шкірзамінника. Захищає його від опадів і поліпшує його вигляд.
- Спайний ремінь — верхній ремінь для стягання кінців кліщів.
- Супо́ня — нижній ремінь для стягання кінців кліщів. Її слід зав'язувати несправжньою петлею, щоб за потреби можна було швидко розв'язати.
- Гужі — ремінні петлі, що з'єднують дугу з хомутом. Використовуються для голобельно-дугового запрягу. У голобельно-посторонковому замість них використовуються коротші гужики.
- Гужові мочки — вузькі петлі для кріплення посторонків. Використовуються при дишельному і посторонковому запрягу.
- Горта — ремінець у верхній частині хомута для кріплення спинного ременя наритників (шлейки).

Для того, щоб хомут не сповзав під час спуску з гори і при гальмуванні, використовують наритники (шлею). Шлея складається з таких деталей: ободового, спинного і поперечного ременів, двох відкісних ременів і двох мочок. Ободовий ремінь кріпиться кінцями до гужових мочок хомута (у разі використання шорки — до її кілець), спинний ремінь кріпиться до горти хомута (у разі використання шорки — до її верхньої частини), мочки застібають за голоблі чи посторонки, запобігаючи тим самим опусканню посторонків і зміщенню шлейки вбік.
Процес встановлення хомута на коня називається «хомутанням». Надівають хомут нижньою частиною догори, спереду коня. Надівши хомут, його перевертають у нормальне положення і затягають супоню («засупонюють»).

## Запряг
Голобельно-дуговий запряг
При запряжці з використанням дуги (голобельно-дуговій) до хомута кріпляться гужами голоблі через дугу: кожний гуж обноситься поверх голоблі, і в нього вставляється напругом кінець дуги, яка завдяки своїй пружності відтягає гужі з голоблями вбоки. Після цього хомут засупонюють.
Голобельно-посторонковий запряг
Хомут для цього виду запрягу може мати короткі гужики для кріплення голобель, але часто голоблі кріпляться не до хомута, а до сіделки. Оскільки голоблі при такому способі запрягання служать лише для спрямовування коня, осаджування його на спусках і зупинці, на хомуті передбачені мочки для посторонків, якими і здійснюється тяга.
Дишельний запряг
У дишельній запряжці хомут приєднується до дишля за допомогою нашильників і нагрудників (у степових районах замість останніх можуть використовуватися нашийники). Нагрудник кріплять до гужових мочок хомута і до посторонків, до нього на кільці вільно приєднують один кінець нашильника, другий кінець якого кріпиться на передньому кінці дишля або передній стельвазі. До гужових мочок хомута приєднують посторонки, які йдуть від барків задньої стельваги.
Посторонковий запряг
При посторонковій запряжці використовуються тільки посторонки, що з'єднують хомут з барками стельваги і також кріпляться до гужових мочок.

### Безхомутний запряг

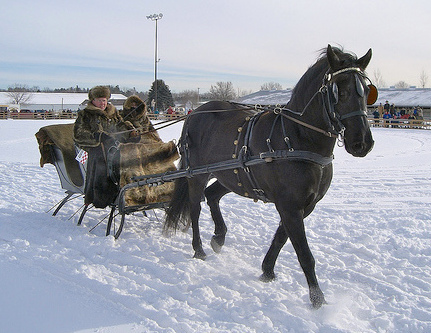
Голобельно-посторонковий запряг з шоркою (нагрудною шлеєю) замість хомута

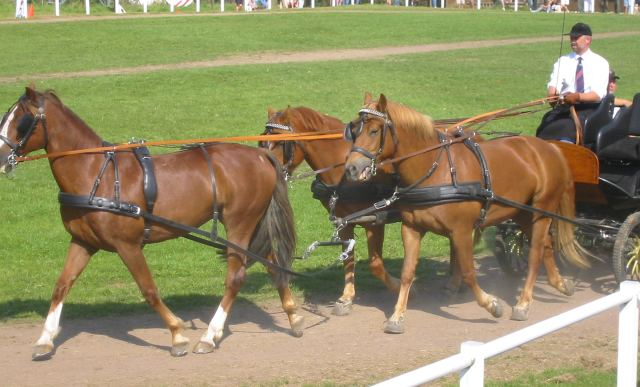
Трійка-«єдиноріг» (з одним виносним), де використовується шорка

При транспортуванні легких вантажів замість хомута можуть використовувати шорку (нагрудну шлейку). Вона складається з нагрудного та нашийного ременів з підкладками, з'єднаними з собою двома кільцями, двох кутових (підтримувальних) ременів, горти.
Шорка легша і дешевша у виготовленні, ніж хомут. Але під час роботи вона дуже стискує плечолопаткові суглоби, шию, грудну клітку, через що в коня порушуються кровообіг, дихання, нормальний рух, виникають намулення. Тому її краще використовувати в запрягах, де тяглове зусілля не перевищує 7-8 % від маси коня.

## Мовні звороти
- Захомутати — у переносному сенсі — обдуривши, обманувши, поставити в залежність
- Засупонити пащу (пельку, рота) — примусити кого-небудь мовчати[31]
- Надягати хомут — обтяжувати непосильним тягарем, працею
- Супонити — у переносному сенсі — шмагати ременем
- Узявся за гуж — не кажи, що не дуж — доводи до кінця почате, тримай своє слово
- Пристати з короткими гужами — настійливо вимагати[34]